# Tamraca
Tamraca is een geslacht van vlinders van de familie snuitmotten (Pyralidae), uit de onderfamilie Pyralinae.

## Soorten
- T. moorei Rose & Pajni, 1978
- T. torridalis Lederer, 1863